# Sebastian Valloppilly
Sebastian Valloppilly (* 4. August 1911 in Kudakkachira, Britisch-Indien; † 4. April 2006) war ein indischer Geistlicher und syro-malabarischer Bischof von Tellicherry.

## Leben
Sebastian Valloppilly besuchte das St. Berchmans College in Changanacherry und das St. Xavier’s College in Palayamkottai. Anschließend studierte er Philosophie und Katholische Theologie am Priesterseminar in Kandy. Am 24. August 1945 empfing Valloppilly das Sakrament der Priesterweihe für die Eparchie Changanacherry.
Valloppilly war zunächst als Pfarrvikar tätig, bevor er Spiritual am Kleinen Seminar St. Thomas in Changanacherry wurde. Nachdem Sebastian Valloppilly am Government Training College of Teachers Education in Trivandrum einen Bachelor erworben hatte, wirkte er als Lehrer und Direktor an einer High School. Am 25. Juli 1950 wurde er in den Klerus des Bistums Palai inkardiniert. Sebastian Valloppilly wurde am 31. Dezember 1953 Apostolischer Administrator der Eparchie Tellicherry.
Am 16. Oktober 1955 ernannte ihn Papst Pius XII. zum ersten Bischof von Tellicherry. Der Präfekt der Zeremonienkongregation, Eugène Kardinal Tisserant, spendete ihm am 8. Januar 1956 im Petersdom in Rom die Bischofsweihe; Mitkonsekratoren waren der Weihbischof in Mailand, Sergio Pignedoli, und der Erzbischof von Lanciano und Ortona, Benigno Luciano Migliorini OFM. Sebastian Valloppilly nahm an allen vier Sitzungsperioden des Zweiten Vatikanischen Konzils teil.
Papst Johannes Paul II. nahm am 18. Februar 1989 das von Sebastian Valloppilly aus Altersgründen vorgebrachte Rücktrittsgesuch an.
Valloppilly wurde in der St. Joseph’s Cathedral in Thalassery beigesetzt.